# Вільянуева-Месія
Вільянуева-Месія (ісп. Villanueva Mesía) — муніципалітет в Іспанії, у складі автономної спільноти Андалусія, у провінції Гранада. Населення — 2158 осіб (2010).
Муніципалітет розташований на відстані близько 360 км на південь від Мадрида, 36 км на захід від Гранади.

## Демографія
Динаміка населення (INE ):

## Галерея зображень

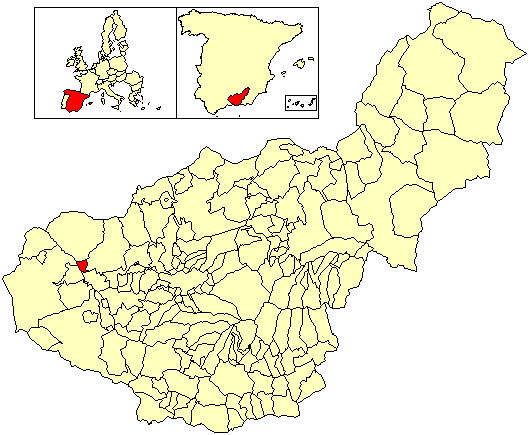
Розташування муніципалітету у провінції Гранада
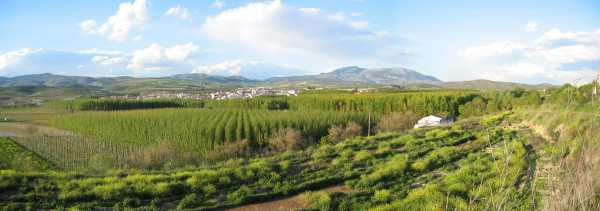
Вільянуева-Месія, панорама
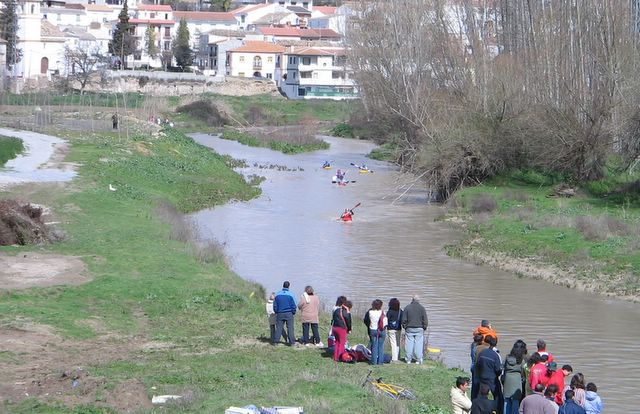
Річка Хеніль, Вільянуева-Месія